# 27 Рака
27 Рака (27 Cancri) − красный гигант класса М. Находится в 1050 световых годах от нашей Солнечной системы. Это пульсирующая переменная звезда, яркость которой колеблется от +5,41 до +5,75 звёздной величины.

## Наблюдение
Звезда расположена в северном небесном полушарии, недалеко от небесного экватора, что делает её доступной для наблюдения почти со всей Земли, кроме Антарктиды. Малый блеск звезды на небе (+5,56) делает её трудной для наблюдения невооружённым глазом, и вблизи источников искусственного освещения.
Наилучший период для наблюдений складывается с декабря по май.

## Физические характеристики
27 Рака является красным гигантом с переменной яркостью. Среднее значение абсолютной звёздной величины составляет −1,95 и означает что, звезда светит в 515 раз ярче нашего Солнца. Её отрицательная радиальная скорость указывает на приближение звезды к Земле.
Согласно исследованиям, звезда является частью потока Арктура — группы звёзд с высокой скоростью собственного движения и низкого уровня металличности, которая, возможно, является остатками галактики, поглощённой Млечным Путём.